# Грибной человек (фильм)
«Грибной человек» (исп. El Hombre De Los Hongos), (1976) — художественный фильм режиссёра Роберто Гавальдона по одноимённому роману мексиканского писателя Серхио Галиндо. Место съёмок фильма — Катемако, штат Веракрус, Мексика. Премьерный показ фильма в Мексике состоялся 2 сентября 1976 года, мировая премьера — 9 июня 1980 года.

## Сюжет
Действие фильма происходит в начале XIX века в Мексике, в богатом поместье-латифундии.
Богатый плантатор, разбогатевший на сахарном тростнике, креол Дон Эверардо (Адольфо Марсильяк), охотясь на диких кабанов, находит в лесу у водопада темнокожего мальчика, который словно появился из ниоткуда: голый, ничего не знающий о своём прошлом, не умеющий делать почти ничего человеческого. Господин называет его Гаспаром и привозит домой. У дона Эверардо есть красавица-жена Эльвира (Исела Вега), которая намного моложе его, и трое детей — Эмма, Себастьян и Лусила, примерно одного возраста с Гаспаром. Умный и дружелюбный, быстро обучающийся человеческим навыкам, мальчик быстро становится новым членом семьи. Также в семье есть «домашний зверь» — чёрная ягуариха Той (от англ. toy — игрушка). Её очень любят отец и дочь Эмма, привязывается к ней и Гаспар, а вот сын Себастьян и особенно мать Эльвира ненавидят её, и зверь также отвечает им недружелюбностью. Обычно Той сидит на цепи, но Эмма и Гаспар выводят её выгуливать, и лишь им она позволяет себя погладить.
Дон Эверардо часто устраивает званые обеды со множеством гостей. Одно из любимых блюд — грибы, приготовленные старым семейным рецептом, привезённым его предками ещё из Испании. Но как узнать, съедобные грибы или нет? Очень просто — дать их попробовать специальному слуге — «грибному человеку». В подтверждение того, что собранные грибы безвредны, «грибной человек» съедает по одному грибу каждого вида. Если он умирает — грибы за столом приходится заменить каким-то другим яствами, если остаётся жив — из них готовят блюдо.
Вскоре дон Эверардо и Эльвира на несколько лет уезжают в Европу. Их дети и Гаспар вырастают. Гаспар (Филип Майкл Томас) и Эмма (Сандра Мозаровски) вступают в любовные отношения. Сестра Эммы Лусила (Офелия Медина) застаёт пару, когда они вместе голыми купались в реке, а потом на берегу занимались сексом, и рассказывает об этом своему брату Себастьяну (Фернандо Альенде).
Хозяева латифундии возвращаются из Европы. Дон Эверардо постарел и заболел. Ещё не старая и красивая Эльвира давно недовольна мужем как мужчиной, о чём говорит Лусиле. Та, в свою очередь, рассказывает матери о любовной связи Гаспара и Эммы, что приводит её в шок. Тем же вечером Эльвира выходит на балкон и случайно видит, как Гаспар гладит и ласкает Той. Скучающая женщина мысленно представляет себя в объятиях Гаспара и испытывает при этом сексуальное возбуждение.
Задумав сделать Гаспара своим любовником, Эльвира настойчиво флиртует с ним и старается его соблазнить. На следующий день она приказывает Гаспару ехать с ней на реку, где после купания, якобы случайно, демонстрирует ему своё обнажённое тело, прекрасно видное сквозь намокшую и прилипшую полупрозрачную тонкую ткань сорочки, потом просит Гаспара намазать ей кремом от укусов комаров плечо, а затем и бедро. При этом она заигрывает с Гаспаром — трётся щекой о его руку, пристально смотрит в глаза и улыбается. Гаспар делает вид, что ничего не замечает, однако это лишь усиливает желание женщины вступить с ним в интимную связь. Себастьян и Лусила уезжают в Мехико.
Вечером, застав Гаспара одного в библиотеке, Эльвира просит его найти ей книжку «про любовь», говоря, что «любовь — это то единственное, ради чего стоит жить». Ночью, решив что муж заснул, Эльвира идёт в комнату Гаспара, но не находит его там, так как он в это время был с Эммой. Возвратившись и застав мужа не спящим, Эльвира наспех придумывает историю, что ходила к Гаспару, чтобы тот утихомирил Той, которая мешает ей спать. Дон Эверардо делает вид, что поверил жене, однако когда та на следующий день просит его отвезти и Эмму в пансион в Мехико говоря, что сама она «останется с Гаспаром» — отвечает решительным отказом.
Во время очередной пирушки Эльвира приглашает Гаспара на танец и говорит ему, что давно знает о его связи с Эммой, но не скажет об этом мужу, так как Гаспар «нужен ей живой». Эмма, увидев танцующую с Гаспаром мать, в слезах убегает и говорит своей старой няне, что мать преследует Гаспара «днём и ночью». Той же ночью Эльвира снова идёт к Гаспару и на это раз застаёт его у себя. Раздевшись, она хочет заняться с Гаспаром сексом, но тот отвергает Эльвиру. Оскорблённая женщина демонстративно уходит почти нагая, в одной сорочке, обещая на прощание Гаспару рассказать о его связи с Эммой мужу. Входящую к Гаспару Эльвиру видели из окон своих комнат дон Эверардо и Эмма. Возвращаясь от Гаспара, Эльвира погибает: пантера перекусывает ей горло, после чего убегает. Это не удивительно: все эти годы женщина и пантера ненавидели друг друга, а иногда Эльвира даже стегала её цепью. Спустить зверя с цепи могли как муж Эльвиры так и Эмма — у них были ключи от ошейника.
После гибели Эльвиры Себастьян и Лусила делят между собой её драгоценности. Большую часть забирает Себастьян и навсегда уезжает из родительского дома в Европу. Лусила просит Себастьяна не бросать её. Причём просит не как сестра, а, скорее, как женщина. Они давно испытывают тягу друг к другу. В детстве Лусила благосклонно относилась к тому, что брат подглядывает за ней голой. В фильме есть сцена, как они, уже взрослые, обнимаются, лёжа в гамаке. Возможно в Мехико они стали любовниками. Но Себастьян оставляет её. Лусила рассказывает отцу о романе Гаспара и Эммы. В ответ дон Эверардо фактически приговаривает Гаспара к казни — заставляет его стать «грибным человеком». Гаспара за ногу приковывают к цепи, на которой раньше сидела пантера, и ставят перед ним плошку с собранными в лесу грибами — это оказываются смертельно ядовитые «сатанинские» грибы. Гаспар узнаёт их: они вместе с Эммой не раз читали энциклопедию о грибах. Гаспару с помощью Эммы, которая симулирует солнечный удар, удаётся обмануть своих стражей — пока те ухаживают за Эммой, он быстро вызывает у себя рвоту и потому не отравляется. Грибы подают к столу на день рождения Лусилы. Дон Эверардо, Лусила, все гости, слуги и даже музыканты умирают в страшных мучениях. В последние минуты танца, пока все галлюцинируют и падают, Эмма освобождает Гаспара, и они торжествующе танцуют вместе на этом балу смерти.
Когда все мертвы, любовники бегут в лес — на то место, где впервые появился Гаспар. Там он столь же внезапно исчезает. Эмма бегает и ищет его, кричит, но на неё неожиданно нападает прежде жившая у них в доме чёрная пантера Той (либо какой-то другой чёрный ягуар, ведь Той и Эмма любили друг друга) и убивает её. В последнем кадре обнажённый Гаспар уходит в джунгли.